# 10375 Michiokuga
10375 Michiokuga eller 1996 HM1 är en asteroid i huvudbältet som upptäcktes den 21 april 1996 av den japanska astronomen Akimasa Nakamura vid Kuma Kogen-observatoriet. Den är uppkallad efter Michio Kuga.
Asteroiden har en diameter på ungefär 4 kilometer och den tillhör asteroidgruppen Nysa.